# 圣乔治叙方丹
圣乔治叙方丹（法語：Saint-Georges-sur-Fontaine，法語發音：[sɛ̃ ʒɔʁʒ syʁ fɔ̃tɛn]，意为“方丹上方的圣乔治”）是法国滨海塞纳省的一个市镇，属于鲁昂区。

## 地名
“方丹”（Fontaine）意为“泉”。法语地名通名在“枫丹白露”（Fontainebleau）等少数拥有传统译名的地名中译作“枫丹”，不过在《世界地名翻译大辞典》、《世界地名译名词典》和《法国地图册》等主流地名译名类书籍资料中多译作“方丹”。

## 地理
圣乔治叙方丹（49°32'37"N, 1°10'46"E）面积9.09 平方千米，位于法国诺曼底大区滨海塞纳省，该省份为法国北部沿海省份，其西部及北部濒大西洋英吉利海峡，东起顺时针与索姆省、瓦兹省、厄尔省和卡爾瓦多斯省接壤。
与圣乔治叙方丹接壤的市镇（或旧市镇、城区）包括：克拉维尔-莫特维尔、方丹堡、坎康普瓦、圣安德烈叙卡伊。
圣乔治叙方丹的时区为UTC+01:00、UTC+02:00（夏令时）。

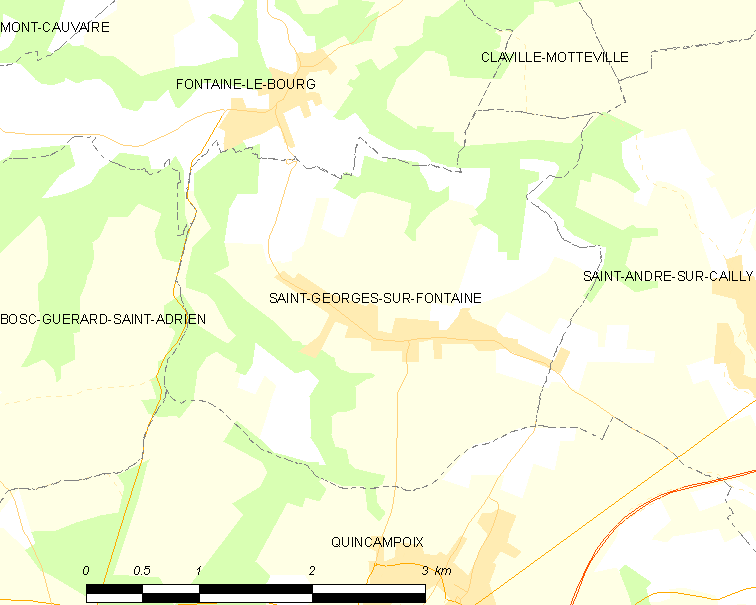
圣乔治叙方丹的OSM定位图

## 行政
圣乔治叙方丹的邮政编码为76690，INSEE市镇编码为76580。

## 政治
圣乔治叙方丹所属的省级选区为布瓦纪尧姆县。

## 人口

1962-2008年间圣乔治叙方丹人口变化图示

圣乔治叙方丹于2022年1月1日时的人口数量为927人。